# Jonas Jonsson (żeglarz)
Ernst Jonas Jonsson (ur. 30 września 1873 w Sztokholmie, zm. 14 marca 1926 w Djursholmie) – szwedzki żeglarz, dwukrotny olimpijczyk.
Na regatach rozegranych podczas Letnich Igrzysk Olimpijskich 1908 wystąpił w klasie 6 metrów zajmując 5 pozycję. Załogę jachtu Freja tworzyli również Karl-Einar Sjögren i Birger Gustafsson.
Cztery lata później zajął zaś 4. miejsce w klasie 6 metrów na jachcie Sass. Załogę uzupełniali wówczas Edvin Hagberg i Olof Mark.